# ビジャヌエバ・デ・ラ・セレーナ
ビジャヌエバ・デ・ラ・セレーナ （Villanueva de la Serena）は、スペイン・エストレマドゥーラ州バダホス県のムニシピオ（基礎自治体）。

## 歴史
ビジャヌエバ・デ・ラ・セレーナは13世紀に、アルデアヌエバ（アルデア・ヌエバ、アルデア・ヌエバ・デ・メデジン）の名称で創設された。1303年、市街地はフェルナンド4世によってアルカンタラ騎士団に与えられ、アルデアヌエバ・デ・フレイレスの名で入植が行われた。現行の名称での最古の記録は1389年のものである。1504年にはマガセーラから騎士団が移り住み、16世紀末から17世紀初頭にかけて、その人口はおよそ3,500を数え、この地域で最も重要な町となり、シルエーラとともにメスタ会議の中心となり、エストレマドゥーラ地方でもっとも繁栄した町の一つとなった。1856年にはドン・ベニートとともに、イサベル2世より市の称号を授けられた。
旧体制の崩壊によってエストレマドウーラ地方の自治体として創設され、1834年にはビジャヌエバ・デ・ラ・セレーナ司法管轄区が創設され、それ以降同管轄区の中心自治体となり、現在にいたっている。1842年の国勢調査では1997世帯7296人の人口を数えた。
スペイン内戦では共和国側にたったが、1938年フランコ率いる反乱軍の手に墜ち、共和主義者に対する厳しい弾圧がおこなわれた。

## 人口
| ビジャヌエバ・デ・ラ・セレーナの人口推移 1900－2010     |
|                                                         |
| 出典:INE（スペイン国立統計局）1900年 - 1991年、1996年 - |

## 政治
自治体首長はエストレマドゥーラ社会労働党（Partido Socialista Obrero Español de Extremadura）のミゲル・アンヘル・ガジャルド・ミランダ（Miguel Ángel Gallardo Miranda）で、自治体評議員は、エストレマドゥーラ社会労働党：13、エストレマドゥーラ国民党（Partido Popular de Extremadura）：7、IU-V-SIEX（エストレマドゥーラ統一左翼Izquierda Unida de Extremaduraと緑の党Los Verdes - Grupo Verdeとエストレマドゥーラ独立社会党Socialistas Independientes de Extremaduraによって構成）：1となっている（2011年5月22日の自治体選挙結果、得票順）。
| 1999年6月13日自治体選挙 |        |        |          |
| 政党                    | 得票数 | 得票率 | 獲得議席 |
| PSOE                    | 5,926  | 40.85% | 9        |
| PP                      | 4,963  | 34.22% | 8        |
| SIEX                    | 1,462  | 10.08% | 2        |
| IU-CE                   | 1,294  | 8.92%  | 2        |
| COID                    | 628    | 4.33%  | 0        |

| 2003年5月25日自治体選挙 |        |        |          |
| 政党                    | 得票数 | 得票率 | 獲得議席 |
| PSOE                    | 7,149  | 49.00% | 11       |
| PP                      | 4,902  | 33.60% | 7        |
| SIEX                    | 1,422  | 9.75%  | 2        |
| IU-CE                   | 845    | 5.79%  | 1        |

| 2007年5月27日自治体選挙 |        |        |          |
| 政党                    | 得票数 | 得票率 | 獲得議席 |
| PSOE                    | 9,867  | 65.12% | 16       |
| PP-EU                   | 3,417  | 22.55% | 5        |
| SIEX                    | 734    | 4.84%  | 0        |
| IU                      | 560    | 3.70%  | 0        |
| IPEX                    | 342    | 2.26%  | 0        |

| 2011年5月22日自治体選挙 |        |        |          |
| 政党                    | 得票数 | 得票率 | 獲得議席 |
| PSOE                    | 8,630  | 57.19% | 13       |
| PP                      | 4,878  | 32.33% | 7        |
| IU-V-SIEX               | 869    | 5.76%  | 1        |
| CcVva                   | 477    | 3.16%  | 0        |

### 司法行政
ビジャヌエバ・デ・ラ・セレーナはビジャヌエバ・デ・ラ・セレーナ司法管轄区に属し、同管轄区の中心自治体である。

## 出身著名人
- ペドロ・デ・バルディビア（1497-1553）: 探検家、コンキスタドール
- ロベルト・マリナ(1961-):元サッカー選手、元スペイン代表
- ホセ・カルデロン（1981-）: バスケットボール選手